# Swjatoslaw III. (Russland)
Swjatoslaw III. Wsewolodowitsch (russisch Святослав Всеволодович; * 1196; † 1252) war von 1246 bis 1248 Großfürst von Wladimir. Er stammte aus dem Geschlecht der Rurikiden und war der Sohn Wsewolod Jurjewitschs.
Nachdem sein Bruder Jaroslaw II. am Hof des Großkhans Batu vergiftet worden war, trat Swjatoslaw entsprechend dem Senioratsprinzip seine Nachfolge als Großfürst an. Jaroslaws Söhne Andrej und Alexander Newski protestierten dagegen bei Batu. Dieser entschied, dass die beiden Brüder ab 1248 das Fürstentum gemeinsam regieren sollten. Swjatoslaw wurde abgesetzt.